# Joseph Conners
Joseph Conner Buckton (* 28. Mai 1987 in Nottingham, England) ist ein englischer Wrestler. Er steht derzeit bei der WWE unter Vertrag und tritt regelmäßig in deren Show NXT UK auf.

## Wrestling-Karriere

### Free Agent (2006–2016)
Buckton gab sein Debüt 2006 für verschiedene unabhängige Promotionen in England. Er kämpfe für Promotionen wie British Wrestling Revolution, Scoula Italiana Wrestling, TNT Extreme Wrestling und What Culture Pro Wrestling. Über die Zeit konnte er auch diverse Titel erringen.

### What Culture Pro Wrestling (2016–2017)
Am 24. August 2016 besiegte Conners beim Stacked-Event von What Culture Pro Wrestling Big Damo, Joe Hendry und Rampage in einem Fatal Four Way Match und wurde WCPW Champion. Am 30. November 2016 verlor er den Titel gegen Drew Galloway. Bei WCPW KirbyMania kehrte Conners, zum ersten Mal seit der Unterzeichnung mit der WWE, zurück. Er griff Joe Hendry während dessen Matches mit Drake an und verlor daraufhin ein Match zwischen den beiden. Er besiegte Joe Coffey und Hiromu Takahashi. Hiernach wurde er von Kushida besiegt.

### World Wrestling Entertainment (seit 2016)
Am 15. Dezember 2016 wurde Devlin als einer von 16 Teilnehmern bekannt gegeben, die an einem Turnier um die NXT UK Championship teilnehmen. Er besiegte in der ersten Runde James Drake, wurde dann aber im Viertelfinale von Mark Andrews besiegt. Im November 2017 kehrte Conners zur WWE zurück und nahm an mehreren Dark Matches und Houseshows teil. In der Folge von 205 Live vom 7. November kehrte er für eine Nacht zum WWE-Programm zurück, um mit Enzo Amore und anderen Wrestlern des WWE-UK-Rosters an einem In-Ring-Segment teilzunehmen. In der Nacht bestritt er ein Match mit James Drake und verlor gegen Cedric Alexander und Mark Andrews. Er kehrte 2018 zu 205 Live zurück und verlor zusammen mit Drew Gulak und James Drake gegen Cedric Alexander, Morgan Webster und Mustafa Ali. Er nahm dann am WWE United Kingdom Championship Turnier 2018 teil und verlor in der ersten Runde gegen Ashton Smith. Seither bestritt er nur noch wenige Matches, welche er größtenteils gewann.
Im Oktober 2020 nahm er an einem Turnier teil, um den ersten NXT UK Heritage Cup Champion zu krönen. Er verlor jedoch bereits in der ersten Runde gegen Dave Mastiff.

## Titel und Auszeichnungen
- British Wrestling Revolution
  - BWR Heavyweight Championship (1×)

- Leicester Championship Wrestling
  - LCW Championship (1×)
  - LCW Tag Team Championship (2×) mit Paul Malen & Stixx

- Norton British Wrestling
  - Shining Star Tournament

- Scoula Italiana Wrestling
  - SIW Wild Championship (1×)

- Southside Wrestling Entertainment
  - SWE Heavyweight Championship (3×)
  - SWE Tag Team Championship (3×) mit Paul Malen, Jimmy Havoc & El Ligero

- Tidal Championship Wrestling
  - TCW Championship (1×)

- TNT Extreme Wrestling
  - TNT World Championship (1×)

- What Culture Pro Wrestling
  - WCPW Championship (1×)

- Pro Wrestling Illustrated
  - Nummer 235 der Top 500 Wrestler in der PWI 500 in 2019